# Jo Jorgensen
Jo Jorgensen  (ngày 1 tháng 5 năm 1957)  là một giảng viên đại học và nhà hoạt động chính trị theo chủ nghĩa tự do người Mỹ. Jorgensen là ứng cử viên của Đảng Tự do cho chức tổng thống Hoa Kỳ trong cuộc bầu cử năm 2020. Trước đây bà là ứng cử viên của đảng cho chức phó tổng thống trong cuộc bầu cử tổng thống Hoa Kỳ năm 1996 với tư cách là người cùng liên danh với ứng viên tổng thống Harry Browne. Bà cũng là ứng cử viên Đảng Tự do cho khu vực quốc hội thứ tư của Nam Carolina vào năm 1992, nhận được 4.286 phiếu bầu, chiếm 2,2% số phiếu phổ thông.

## Tuổi thơ và sự nghiệp ban đầu
Jorgensen sinh ngày 1 tháng 5 năm 1957, tại Libertyville, Illinois, và lớn lên ở Grayslake lân cận. Bà là cựu học sinh của trường Trung học Grayslake Central. Ông bà của bà là người Đan Mạch nhập cư.
Jorgensen nhận bằng cử nhân khoa học Tâm lý học tại Đại học Baylor năm 1979, và sau đó là bằng thạc sĩ quản trị kinh doanh tại Đại học Southern Methodist năm 1980. Bà bắt đầu sự nghiệp của mình tại IBM khi làm việc với các hệ thống máy tính, rời khỏi đó để trở thành chủ sở hữu một phần và Chủ tịch của Digitech, Inc. Bà nhận bằng Tiến sĩ. trong Tâm lý học Công nghiệp và Tổ chức từ Đại học Clemson năm 2002. Bà đã giảng dạy toàn thời gian từ năm 2006 với tư cách là Giảng viên Cao cấp về Tâm lý học tại Clemson.

## Lịch sử bầu cử

### Chiến dịch năm 1992 vào Hạ viện Hoa Kỳ
Chức vụ đầu tiên mà Jorgensen tranh cử là cuộc bầu cử Hạ viện Hoa Kỳ năm 1992. Bà đã tranh cử với tư cách là người theo chủ nghĩa Tự do để đại diện cho SC-04, ở tây bắc Nam Carolina, chống lại ứng cử viên Đảng Dân chủ đương nhiệm Liz J. Patterson và người thách thức Đảng Cộng hòa Bob Inglis. Jorgensen đứng thứ ba với 2,2% tổng số phiếu bầu.

### Chiến dịch tranh cử phó tổng thống năm 1996
Trước cuộc bầu cử tổng thống Hoa Kỳ năm 1996, Đảng Tự do đã đề cử Jorgensen làm phó tổng thống tranh cử của tác giả Harry Browne. Jorgensen được đề cử trong lá phiếu đầu tiên với 92% phiếu bầu. Bà đã tham gia vào một cuộc tranh luận giữa các ứng cử viên phó tổng thống được C-SPAN truyền hình trên toàn quốc vào ngày 22 tháng 10, cùng với Herbert Titus của Đảng Người nộp thuế và Mike Tompkins của Đảng Luật Tự nhiên.
Browne và Jorgensen, những người có mặt trong lá phiếu ở tất cả 50 tiểu bang và DC, đã nhận được tổng số 485.759 phiếu bầu, xếp họ ở vị trí thứ năm với 0,5% số phiếu phổ thông. Vào thời điểm đó, đây là thành tích tốt nhất của Đảng Tự do kể từ năm 1980.

### Chiến dịch tranh cử tổng thống năm 2020
Vào ngày 13 tháng 8 năm 2019, Jorgensen đã đệ đơn lên FEC để ứng cử tổng thống của đảng Tự do trong cuộc bầu cử năm 2020. Cô chính thức khởi động chiến dịch tranh cử của mình tại đại hội Đảng Tự do Nam Carolina ngày 2 tháng 11 năm 2019, trước khi tham gia vào cuộc tranh luận chính thức về Tổng thống theo chủ nghĩa Tự do Nam Carolina cùng ngày.
Trong cuộc bầu cử sơ bộ không ràng buộc của Đảng Tự do, Jorgensen đứng thứ hai trong số phiếu phổ thông tích lũy, giành được hai trong số 12 cuộc bầu cử sơ bộ.
Vào ngày 23 tháng 5 năm 2020, Jorgensen trở thành ứng cử viên tổng thống chính thức của đảng Tự do, khiến bà trở thành người phụ nữ đầu tiên trở thành ứng cử viên của đảng Tự do và là nữ ứng viên tổng thống năm 2020 duy nhất có số phiếu tiếp cận với hơn 270 phiếu đại cử tri. Spike Cohen được đề cử làm phó chủ tịch của Jorgensen; Cohen là một nhân vật hầu như không được biết đến trong chính trị chính thống. Cùng ngày hôm đó, những người ủng hộ Jorgensen đã lặp lại khẩu hiệu tranh cử năm 2016 không chính thức của Hillary Clinton, "Tôi ở bên cô ấy". Khẩu hiệu này đã xuất hiện trên Twitter vào tối hôm đó và trở thành tiêu đề trên toàn quốc. Bà đã có được sự ủng hộ tối thiểu trong cuộc thăm dò dư luận.
Jorgensen đã công bố danh sách các ứng cử viên tiềm năng của Tòa án Tối cao vào tháng 9 năm 2020 để thay thế ghế trống sau cái chết của Thẩm phán Ginsburg.